# Pidonia satoi
Pidonia satoi är en skalbaggsart som beskrevs av Saito 2003. Pidonia satoi ingår i släktet Pidonia och familjen långhorningar.
Artens utbredningsområde är Laos. Inga underarter finns listade i Catalogue of Life.